# غلدسته (مقاطعة فارياب)
غلدسته (بالفارسية: گلدسته) هي قرية تقع في البلدة المركزية في إيران. يقدر عدد سكانها بـ 599 نسمة بحسب إحصاء 2016.